# Assiniboine (taal)
Assiniboine is een indiaanse taal van de Siouxtaalfamilie, die gesproken wordt door de Assiniboine. Schattingen van het aantal huidige sprekers lopen uiteen van 50 tot 350. Veel taalkundigen beschouwen Assiniboine en het nauw verwante Stoney als dialecten van eenzelfde taal. Ze zijn echter niet onderling verstaanbaar. Behalve aan Stoney is Assiniboine ook nauw verwant aan Sioux.